# Agence française de l'adoption
Pour les articles homonymes, voir AFA.
L’agence Française de l’Adoption (AFA) est une personne morale de droit public,  groupement d'intérêt public (GIP), créée par la loi no 2005-744 du 4 juillet 2005 portant réforme de l’adoption, placée sous le contrôle de l’État français et qui a pour mission d'informer, de conseiller et d’orienter les candidats à l’adoption internationale. Sa convention constitutive, qui marque le début de ses activités, est entrée en vigueur le 28 novembre 2005.

## Contexte
En 2005, une quarantaine d’Organismes Autorisés pour l’Adoption (OAA) constituent le paysage de l’adoption internationale. Dans le même temps est observée une recrudescence de pays se fermant à l’adoption non accompagnée par un opérateur agréé. L’AFA est alors créée pour permettre une ouverture territoriale plus large et complémentaire pour les candidats à l’adoption internationale.
En février 2022, l'adoption internationale passant par un organisme autorisé pour l’adoption ou par l’Agence française de l’adoption devient obligatoire.

## Gouvernance
Le conseil d’administration de l’AFA est composé de 5 représentants de ministères (chargés de l’enfance et la famille, des affaires étrangères, de la justice, des collectivités locales, de l'outre-mer) et de 2 personnalités qualifiées et désignées par arrêté du ministre chargé de la famille, des départements (2e collège) représentés par le président du conseil départemental, de personnes morales de droit privé (3e collège) représentées à ce jour par la Fédération française des organismes autorisés pour l'adoption.
Les grandes orientations de l’Agence Française de l’Adoption sont prises dans un cadre collégial en conseil d’administration. Par ailleurs, deux assemblées générales auxquelles est convié l’ensemble des départements français, sont organisées chaque année afin d’adopter le budget de l’Agence et d’informer l’ensemble des départements français de son action. Pour l'exercice de ses missions dans les pays d'origine des enfants, le GIP peut recruter des correspondants locaux.
Un protocole définit le mode de fonctionnement entre l'Agence Française de l'Adoption et les départements, et notamment le rôle du correspondant départemental. Le GIP organise des actions de formation à l'attention des correspondants départementaux et des candidats postulants à l’adoption.
En qualité de service public, l’AFA reçoit toute candidature sans discrimination (ethnique, raciale, sociale, religieuse…) et agit strictement en conformité avec le droit français et la législation du pays d’origine. Son caractère public implique qu’elle assure ses compétences dans le strict respect des principes d’égalité et de neutralité.

## Champs d'action
L’Agence accompagne les candidats lorsque leur projet d’adoption est orienté vers un pays où elle est habilitée et accréditée pour intervenir, qu’il répond aux conditions requises par le pays d’origine et correspond aux profils des enfants adoptables dans ce pays.
L’AFA prépare les candidats à la réalité de l’adoption actuelle. Une équipe de 30 personnes travaille au siège de l’AFA basé à Paris, recrutée dans un objectif de professionnalisme et de diversité des parcours, et composée de juristes, d’une greffière, de deux psychologues, d’un médecin, d’une chargée de communication et de personnel administratif, dirigée par un magistrat. Cette équipe pluridisciplinaire informe, conseille et accompagne les candidats avant, pendant et après l’adoption.
Depuis 2006, l’Agence Française de l’Adoption (chiffres arrêtés au 31/12/2020) :
- a contribué à l’adoption d’enfants dans 37 pays ;
- a contribué à l’adoption de 4.372 enfants ;
- a accompagné et accompagne environ 5 370 candidatures et familles ;
- a transmis 1975 dossiers d’adoptions finalisées à la Mission des Archives Nationales.

## Missions
Partenaire des départements, interlocuteur des pays étrangers ouverts à l’adoption, l’Agence Française de l’Adoption a pour mission d’informer, de conseiller et d’accompagner les familles qui feront appel à ses services. Contrairement aux OAA, habilités en fonction des départements, l’AFA opère sur l’ensemble du territoire français, tous départements confondus. L’Agence ne cherche pas à se substituer aux OAA existants et vient compléter l’offre faite aux candidats qui souhaitent s’orienter vers une adoption internationale dans un pays d’origine partenaire de l’agence.
Les missions d’information et d’accompagnement des candidats sont particulièrement assurées par le Service Information et Accompagnement (SIA) de l’AFA qui est constitué du Pôle Information et Conseil (PIC) et du Pôle santé. Ces missions sont par ailleurs transversales et le service international y contribue en collaboration avec le SIA.
Le Service International accompagne quant à lui en 2020, 2389 familles dans leur parcours d’adoption, entre le moment de la signature d’un Projet de Mise en Relation (PMR), c’est-à-dire dès que leur projet peut être orienté vers un pays d’origine, et la fin du suivi obligatoire après l’adoption. Il reste également mobilisé pour 1975 familles dont les dossiers sont désormais versés aux archives nationales. Parmi ces familles, plusieurs effectuent des démarches de recherches d’origines (consultations de dossiers, visites au pays d’origine, recherche de la famille d’origine, etc).

### Informer
L’AFA assure la diffusion de l’information : modalités de l’adoption internationale, droit, procédures judiciaires et administratives en vigueur dans les Etats étrangers, organismes publics ou privés intervenant dans le domaine de l’adoption internationale, etc. 
Afin de mener à bien sa mission, l’AFA collabore avec les services adoption des conseils départementaux français. Acteurs de proximité auprès des adoptants, l’Agence les forme de manière continue afin d’assurer une adoption internationale éthique et sécurisée. En 2021, le réseau de l’AFA est composé de 152 correspondants désignés par les Présidents des Conseils Départementaux et 30 référents départementaux. 

### Conseiller
Des entretiens d’orientation individualisés sont menés pour aider les familles à orienter leur pré-dossier vers le ou les pays qui pourraient accepter leur candidature. L’AFA aide les familles/candidats agréés à constituer leurs dossiers en fonction des pays. Cependant, les pays restent souverains dans l’acceptation ou non de la demande selon les critères qui leur sont propres.

### Accompagner
L’AFA sert d’intermédiaire dans les procédures d’adoptions internationales. Une équipe de plusieurs rédacteurs, répartis par zone géographique et chargés de pays définis, est quotidiennement mobilisée pour accompagner les projets des adoptants, sans critère de sélection des candidats agréés, dans les pays dans lesquels l’AFA est habilitée à travailler et dans le strict respect des règles édictées par les pays d’origine.
L’AFA dialogue avec les administrations des pays d’origine des enfants. L’AFA est en effet un interlocuteur privilégié des autorités locales et des institutions locales accueillant les enfants, auxquelles elle peut fournir des informations sur la législation française de l’adoption.
En 2021, l’Agence travaille avec des correspondants locaux à l’étranger ainsi que des collaborateurs locaux, répartis dans 7 pays afin de connaître au mieux la réalité du pays et d’aider les familles dans leurs procédures d’adoption et démarches locales.
Pour sa mission d’intermédiation dans les procédures d’adoption internationale, l’AFA travaille selon deux modalités : le flux classique et le flux inversé. Dans le cadre d’une adoption en flux classique, le pays d’origine décide d’apparenter un ou plusieurs enfants parmi les dossiers de candidats proposés par des opérateurs étrangers (OAA et AFA). À l’inverse, en flux inversé, le pays d’origine soumet un ou plusieurs profils d’enfants aux opérateurs étrangers, qui sont alors chargés de proposer une famille dont le projet d’adoption permet de répondre aux besoins de cet ou ces enfants. Le pays d’origine reste systématiquement le décisionnaire final concernant les candidatures qu’il reçoit des opérateurs. Lors d’une procédure en flux inversé, les candidats proposés par l’AFA ont été préparés via des sessions de formations spécifiques à cette procédure.
De retour en France avec l’enfant adopté, l’AFA aide les familles à respecter – pour les pays qui le demandent – leurs engagements de suivi post-adoption des enfants, en collaboration avec les services dédiés au sein des départements. 

## Financement
L’AFA est financée par une subvention du ministère de la Santé et des Solidarités et des mises à disposition d’agents du ministère de la Justice. L’Agence fonctionne aussi notamment grâce à la valorisation de poste des correspondants départementaux désignés pour l’adoption internationale. 

## L'évolution des profils des enfants dans l'adoption internationale
De par leur histoire pré-adoptive, tous les enfants adoptés à l’international ont des besoins spécifiques. Néanmoins, certains enfants présentent un profil complexe qui rend plus difficile la mise en œuvre de leur adoption. Ainsi, est considéré comme ayant des besoins spécifiques (parfois cumulativement) : un enfant âgé de 5 ans ou plus ; une fratrie de deux enfants ou plus ; un enfant ayant une histoire particulièrement lourde ou stigmatisante ; un enfant porteur de particularités médico-psychologiques voire de handicaps. D’une manière générale, la mise en œuvre des principes de la Convention internationale de la Haye de 1993 (CLH-93) a conduit de plus en plus de pays à proposer une proportion toujours plus importante d’Enfants à Besoins Spécifiques (EBS).
L’application du principe de subsidiarité prescrit par la Convention de la Haye de 1993 privilégie des solutions de prise en charge dans le pays d’origine de l’enfant. En outre, les adoptions nationales dans les pays d’origine concernent la plupart des enfants les plus jeunes et sans problèmes de santé. Cela implique de facto une diminution des adoptions internationales. Si les enfants proposés à l’adoption internationale sont les enfants pour lesquels aucune solution pérenne n’a pu être trouvée dans leur pays, il en résulte une augmentation significative de la part des adoptions d’enfants à besoins spécifiques. En 2019, 80% des enfants adoptés via l’Agence Française de l’Adoption avaient des besoins spécifiques. 